# Christoph Ammann

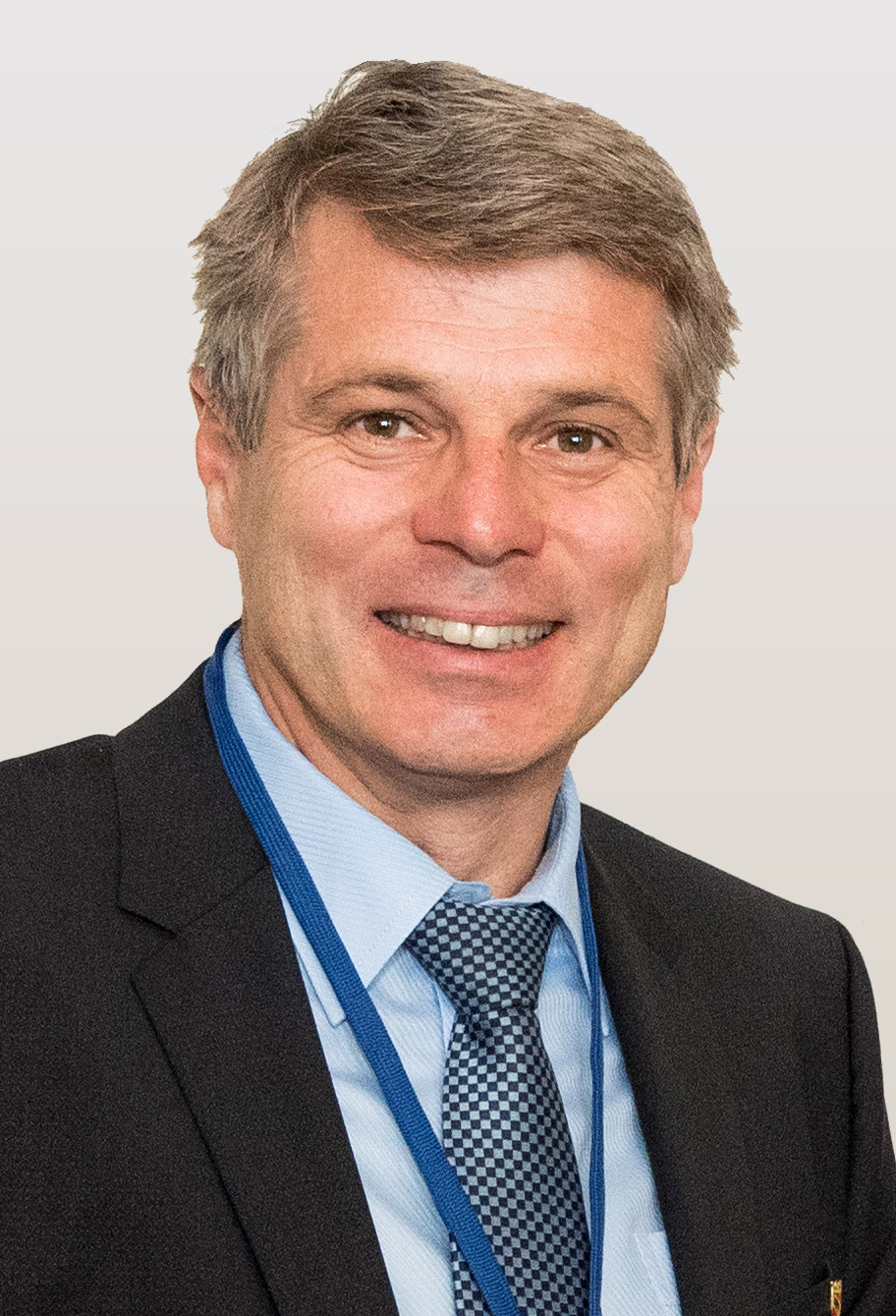
Ammann (2017)

Christoph Ammann (* 1969) ist ein Schweizer Politiker. Er ist Mitglied der Sozialdemokratischen Partei (SP). Seit 2016 ist er Regierungsrat des Kantons Bern.

## Biografie
Ammann wohnt in Meiringen, ist verheiratet und Vater von zwei Kindern.

### Beruf
Ammann arbeitete von 1993 bis 2014 als Gymnasiallehrer für Deutsch und Latein in Interlaken. 2011 bis 2016 war er Rektor des Gymnasiums Interlaken.

### Politik
Ammann war von 1999 bis 2006 Gemeindepräsident von Meiringen. Von 2006 bis 2016 gehörte er dem Grossen Rat des Kantons Bern an.
Im Februar 2016 wurde er in den Regierungsrat des Kantons Bern (Exekutive) gewählt. Am 25. März 2018 erfolgte die Wiederwahl für eine weitere Legislatur im Rahmen der Gesamterneuerungswahlen. Bei den Wahlen 2022 wurde er im Amt bestätigt. Seit  Juli 2016 führt er die Wirtschafts-, Energie- und Umweltdirektion (WEU). Ammann wirkt als Vizepräsident im Leitenden Ausschusses der Konferenz der Kantonsregierungen (KdK) mit und ist seit dem 24. Mai 2019 vom Bundesrat gewähltes Mitglied des Bankrats der Schweizerischen Nationalbank (SNB). Am 9. April 2025 wurde er vom Bundesrat per 1. Mai 2025 zum Vizepräsidenten des SNB-Bankrats gewählt. Ab dem 3. Juni 2019 war Ammann für ein Jahr Regierungspräsident des Kantons Bern.
Im März 2022 wurde er mit dem besten Ergebnis aller Kandidierenden für eine weitere Amtszeit von vier Jahren gewählt. Bei den Wahlen 2026 tritt er nicht mehr an.